# Točník (povídka)
Točník je historická povídka, kterou napsal Václav Kliment Klicpera roku 1828. Sám se odvolává k dědictví Waltera Scotta a snaží se být motivací pro psaní dalších historických próz.
Příběh Točníku se odehrává na Točníku v okolí Žebráku a na komárovských hutích.

## Obsah
Příběh
začíná předmluvou, ta má epistolární formu. Pojednává o tom, že pisatel, který
se podepsal jménem autora, nalezl na trhu v truhle latinský rukopis, který
obsahoval příběh z dějin českých o králi Václavovi IV. (srov. s Rukopisy).
V příběhu
se setkáváme s rodinou Bleskotů – mrtvý syn je protežován nad žijící
dcerou Johanou, která je hlavní hrdinkou příběhu. Potkává u kříže svou lásku, rytíře
Václava (s jeho velkým psem), neví však, že je to přímo král (kuklení). Tento vztah jí otec zakazuje, neboť je
podle něj výhodnější partie Kůlovín. Johana jej však nechce, vzepře se otci a
pospíchá za Václavem. Rukopis nám vyjevuje, že král Václav si spletl Johanu se
svou mrtvou chotí a nevěděl, byl-li to duch, nebo živá panna. Proto se jde
přesvědčit do rodinné hrobky (jsou zde výrazné prvky frenetické literatury), kde zjistí, že je
Johana jen neobyčejně podobná jeho zesnulé choti.
Poté
jde Johana opět ke kříži, ale je přepadnuta – Kůlovín se rozhodne, že ji zbaví
hříchů (které představuje právě rytíř Václav) a donutí ji ke svatbě. Vše
však vrcholí velmi rychle, Johana nechce, je proklata dýkou. V momentě
její smrti přichází Václav a zjišťuje, kdo je vrahem. Příběh končí jeho
popravou.
Vypravěč nám jménem autora rukopis představuje a říká, že jej sám přeložil. V knize je velmi výrazný, stojí mimo fikční svět – je to heterodiegetický vypravěč. Vytváří druhý fikční svět, který je hierarchicky nadřazení prvnímu, rukopisnému.
Motivy, které nalezneme v Točníku, můžeme naleznout i u W. Scotta: motiv krále a kata, šílených postav apod.
Do české literatury přivádí postavu Václava IV., tím se stává inspirací pro Máchu (Křivoklát) i pro Tyla (Dekret kutnohorský).
V jeho podání je silně romantizovaná, z tohoto konceptu pak čerpá i Mácha, Tyl se vydává jiným směrem. Kromě romantických rysů jsou zde časté i prvky frenetické.